# Покча (сельское поселение)
Покча — административно-территориальная единица (административная территория село с подчинённой ему территорией) и муниципальное образование (сельское поселение с полным официальным наименованием муниципальное образование сельского поселения «Покча») в составе муниципального района Троицко-Печорского в Республике Коми Российской Федерации.
Административный центр — село Покча.

## История
Статус и границы административной территории установлены Законом Республики Коми от 6 марта 2006 года № 13-РЗ «Об административно-территориальном устройстве Республики Коми».
Статус и границы сельского поселения установлены Законом Республики Коми от 5 марта 2005 года № 11-РЗ «О территориальной организации местного самоуправления в Республике Коми».

## Население
| 2010 | 2011 | 2012 | 2013 | 2014 | 2015 | 2016 |
| ---- | ---- | ---- | ---- | ---- | ---- | ---- |
| 594  | ↘585 | ↘553 | ↘531 | ↘506 | ↘493 | ↘471 |
| 2017 | 2018 | 2019 | 2020 | 2021 |      |      |
| ↘442 | ↘429 | ↘407 | ↘395 | ↘297 |      |      |

## Состав
Состав административной территории и сельского поселения:
| № | Населённый пункт | Тип населённого пункта       | Население |
| - | ---------------- | ---------------------------- | --------- |
| 1 | Покча            | село, административный центр | ↘312      |
| 2 | Русаново         | посёлок                      | 262       |
| 3 | Скаляп           | деревня                      | 20        |